# Monture Guard Station
La Monture Guard Station est une ancienne station de rangers dans le comté de Powell, dans le Montana, aux États-Unis. Protégée au sein de la forêt nationale de Lolo, elle est inscrite au Registre national des lieux historiques depuis le 18 janvier 2023.